# Zentangle

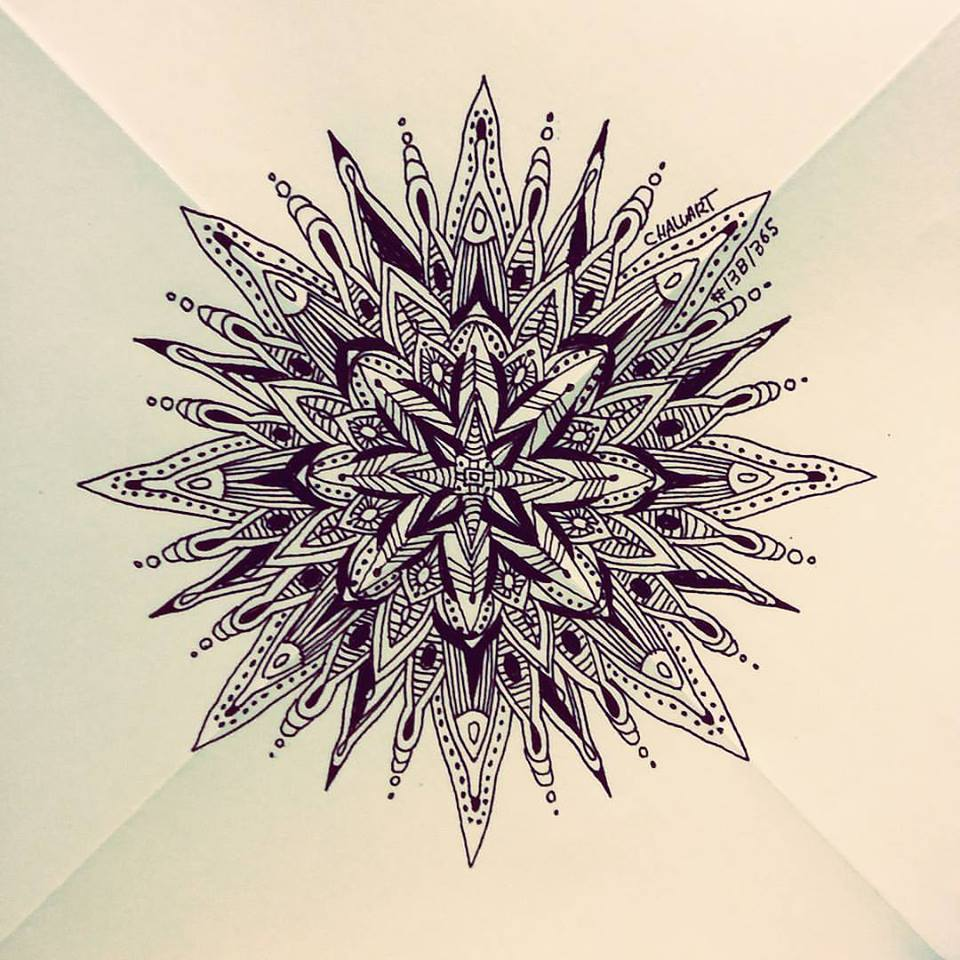
Exemple de dibuix amb tècnica Zentangle

El Zentangle és una tècnica artística creada en Estats Units per Maria Thomas i Rick Roberts. Els dibuixos fets a partir d'aquesta tècnica són molt amplis i globals. Per això es diu que no cal saber dibuixar, ja que consisteix en traçar patrons repetits i estructurats que acaben formant belles imatges abstractes. Tots els patrons estan basats en signes molt bàsics. Forma part també d'una branca terapèutica com és la meditació. Prové de les paraules Zen (meditació) i tangle (traç, garabat).
Per portar a terme aquesta tècnica, els experts recomanen paper Fabriano-Tiepolo i negre de Sakura Pigma micres (qualitat tinta) de plomes. i 25mm. 5mm. Qualsevol imatge que és més gran que un espai de 9 centímetres (3,5) o que no utilitzi tinta negra sobre paper blanc és classificat com a art inspirat per Zentangle (Zentangle Inspirad Art-ZIA).
Els avantatges que provoquen aquesta tècnica són molts. Amb aquesta tècnica s'aconsegueix l'absolut descans i pau interior, però també planteja l'autoestima, se sent artista, exercir la concentració, aprenen a prendre decisions i resoldre els problemes que sorgeixen, desfer-se de les tensions i l'ansietat i t'adones que tot té el seu per què.